# Chavarría
Chavarría es una localidad del departamento San Roque, provincia de Corrientes, Argentina. Está situada en la 4.ª sección del departamento San Roque, compuesta por los parajes Tacuarita, Caá Guazú y Batel; a 5 kilómetros de Paso Lucero sobre el río Corriente, cuya estación de ferrocarril fue habilitada en 1898. La distancia a la ciudad capital es de 185  kilómetros.

## Toponimia
Lleva el nombre de la estación del ferrocarril en homenaje al Dr. Isaac Chavarría, quien fuera ministro de Obras y Servicios Públicos en aquella época. A su vez, Chavarría es un apellido de origen vasco.

## Historia
Por Decreto del 15 de junio de 1910 del Poder Ejecutivo de la provincia se crea la Comisión de Fomento de Chavarría y recién en 1983 se constituye el Primer Concejo municipal. Don Pedro Quiroz y Doña Cleofe R. P. De Quiroz donó los terrenos para el trazado del pueblo, la plaza, la escuela, también la construcción de la iglesia, la campana y la imagen del santo patrono San Pedro cómo lo indica la placa al pie del santo.

## Actividades
La principal actividad es agrícola-ganadero-forestal. Siendo la ganadería últimamente reemplazada por la actividad forestal, que a partir del año 1999 fue impulsada por la LEY DE INVERSIONES PARA BOSQUES CULTIVADOS
Ley 25.080. Cuenta además con un Mini Museo Histórico-artesanal-gaucho perteneciente a la Agrupación Gaucha Batalla de Caá Guazú, también tienen un grupo de artesanas que realizan tareas manuales con lana cruda (chalecos, boinas, ponchos, etc). Desde 1982 se realiza el Festival Provincial del Canto y la Danza.

## Población
Cuenta con 2 506 habitantes (Indec, 2010), lo que representa un incremento del 23,4% frente a los 2 031 habitantes (Indec, 2001) del censo anterior.
| Gráfica de evolución demográfica de Chavarría entre 1991 y 2010 |
|                                                                 |
| Fuente: Censos nacionales del INDEC                             |

## Calendario de eventos
- Enero: 1- Festival Popular en la plaza José María Paz para dar la bienvenida al Año Nuevo. 6 - Fiesta de San Baltasar en Paraje Batel. 7 - Fogón Criollo para promeseros y cabalgantes devotos del Gaucho Gil.

- Febrero: - Fiesta provincial del Canto y la Danza. - Corsos barriales.

- Abril: 2 – Homenaje a héroes de Malvinas - Semana Santa

- Mayo: 25 – Fiesta Cívica con desfile escolar y agrupaciones tradicionalistas.

- Junio: 29 – Fiestas patronales de San Pedro

- Julio: 9 – Fiesta Cívica con desfiles escolares y agrupación gaucha. Procesiones barriales en honor a la Virgen de Itatí

- Agosto: 17 – Putra aniversario fallecimiento Gral. San Martín.

- Septiembre: - Estudiantina con Desfiles de Carrozas y elección de reinas con participación de Colegios secundarios de localidades vecinas.

- Noviembre: - Fiesta aniversario de la Agrupación Gaucha Batalla de Caá Guazú: cabalgata al escenario de la Batalla, fogón criollo, jineteada y bailanta popular.

- Diciembre: 8 – Fiesta Inmaculada Concepción

## Instituciones
- Municipalidad
- Policía
- Banco de Corrientes S.A.
- Escuela Primaria "General San Martín N° 140"
- Colegio Secundario "Felix María Romeo"
- Escuela para Adultos
- Biblioteca "Mario Isaac Portillo"
- Bomberos
- Centro de Promoción al Menor
- Capilla San Pedro
- Club Social y Progreso
- Club Manco Paz
- Estación sanitaria .
- DPEC
- Escuela N°927 "Batalla de Caa Guazú"
- capital de Rusia
- PNG
- Amongus